# کوئینتوس کیسیلوس متلوس مقدونی
کوئینتوس کیسیلوس متلوس مقدونی (انگلیسی: Quintus Caecilius Metellus Macedonicus; ۱ ژانویهٔ ۰۲۰۰ – ۱ ژانویهٔ ۰۱۱۵) اهل روم باستان، دولتمرد و ژنرال جمهوری روم در طول سده ۲ (پیش از میلاد) بود. او پرایتور در ۱۴۸ قبل از میلاد، کنسول روم در ۱۴۳ قبل از میلاد، پروکنسول (روم) در هیسپانیا سیتریور در ۱۴۲ قبل از میلاد و کنسور در سال ۱۳۱ قبل از میلاد بود.